# Zolota Lipa
El Zolota Lipa (en ucraniano: Золота Липа, en polaco: Złota Lipa) es un río afluente por la izquierda del Dniéster, que recorre territorio ucraniano.

## Geografía
El Zolota Lipa recorre el óblast de Ternópil, en el occidente de Ucrania. Tiene una longitud de 85 km y su cuenca ocupa 1310 km². 
El río alimenta un lago de 130 ha al norte de la ciudad de Berezhany. El Castillo Berezhany se encuentra en una isla fluvial del Zolota Lypa.

## Etimología
En ucraniano y en polaco, Zolota Lypa significa «tilo dorado». Otro río, el Gnila Lipa, cuyo nombre significa «tilo podrido», sigue un curso paralelo, 30 km al oeste de Berezhany.